# Van Alexander
Alexander Van Vliet Feldman, mais conhecido como Van Alexander (Nova Iorque, 2 de maio de 1915 — Los Angeles, 19 de julho de 2015), foi um compositor e líder de banda estadunidense. Foi o responsável por levar diversos jovens do ensino médio a estudar composição na faculdade. No meio da década de 1930, conseguiu a gravação de um álbum para Chick Webb, que, ao lado de Ella Fitzgerald, conquistou um grande sucesso com "A-Tisket, A-Tasket".